# Pastrengo
Pastrengo – miejscowość i gmina we Włoszech, w regionie Wenecja Euganejska, w prowincji Werona.
Według danych na rok 2004 gminę zamieszkiwały 2362 osoby, 295,2 os./km².